# Peramola
Peramola és una vila i municipi de la comarca de l'Alt Urgell, a la Província de Lleida. El 2023, l'alcalde és Joan Puig Bellido.

## La vila de Peramola[2]
La vila de Peramola està situada a 566 m d'altitud, a l'esquerra del barranc de Peramola, que separa les dues serres: Sant Honorat i Sant Marc. Els carrers més destacats de la vila són el carrer Nou, el del Raval, el de l'Església, el Major, el Carreró i el carrer de la Poca Farina, on hi ha la capella de Sant Joan.

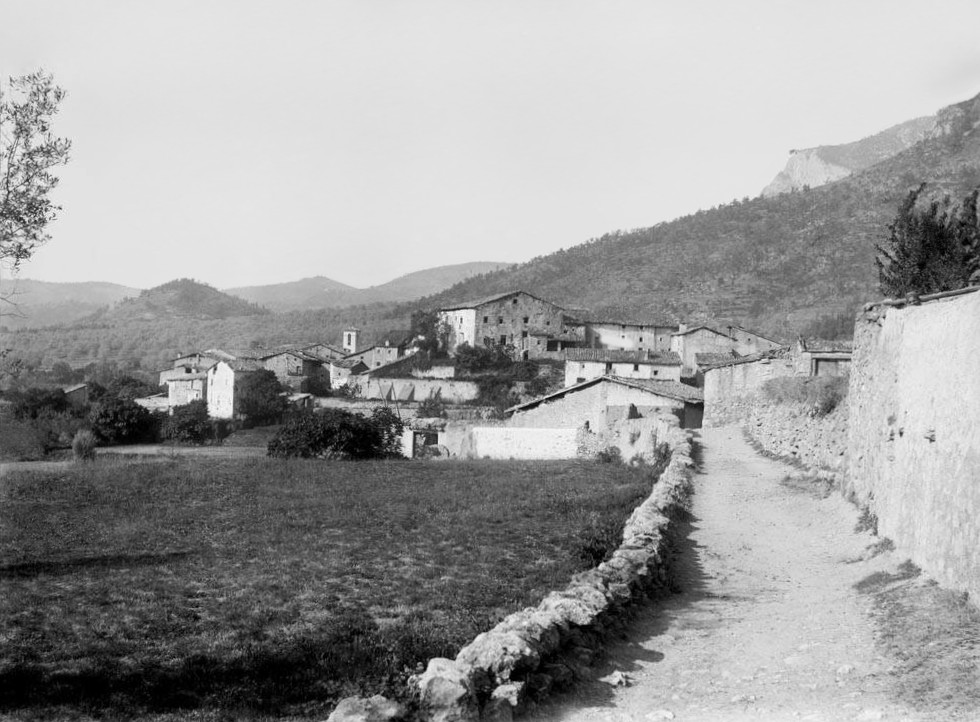
Camí d'Oliana amb el poble de Peramola al fons (1890)

L'església parroquial és dedicada a Sant Miquel i, avui en dia és la capella del cementiri vell. Aquesta capella és d'estil romànic. Davant de l'església, al cementiri vell, hi ha dues esteles en forma de disc i amb creus gregues.
Actualment, encara es conserven algunes de les restes de l'antic castell de Peramola, que es troben sota Cal Racó i sota el Casino, als baixos del qual hi ha un bell conjunt de voltes de canó que sostenen l'edificació.
Altres indrets del terme: Nuncarca, Tragó de Segre, Cortiuda, Castell-Llebre, Sant Honorat, Sant Salvador del Corb, els ponts de Peramola de la Mala Muller, les masies, la torre dels Moros, el roc de Rumbau i les restes arqueològiques.

## Geografia
- Llista de topònims de Peramola (Orografia: muntanyes, serres, collades, indrets...; hidrografia: rius, fonts...; edificis: cases, masies, esglésies, etc).

El terme municipal es troba al sud de la comarca de l'Alt Urgell. Limita amb la comarca de la Noguera a l'oest a través del municipi de la Baronia de Rialb, on topa als contraforts de la serra de Sant Marc. Al nord limita amb el municipi alturgellenc de Coll de Nargó i la immensa serra d'Aubenç, a l'est amb Oliana i al sud amb Bassella. Al mig del terme es troba l'emblemàtica muntanya de Sant Honorat.

Entitats de població de Peramola

## Història
Al segle xi, Peramola pertanyia al cavaller Arnau Mir de Tost. Més endavant, el castell de la vila va ser centre de la baronia de Peramola, jurisdicció senyorial que comprenia gairebé la totalitat de l'actual municipi.

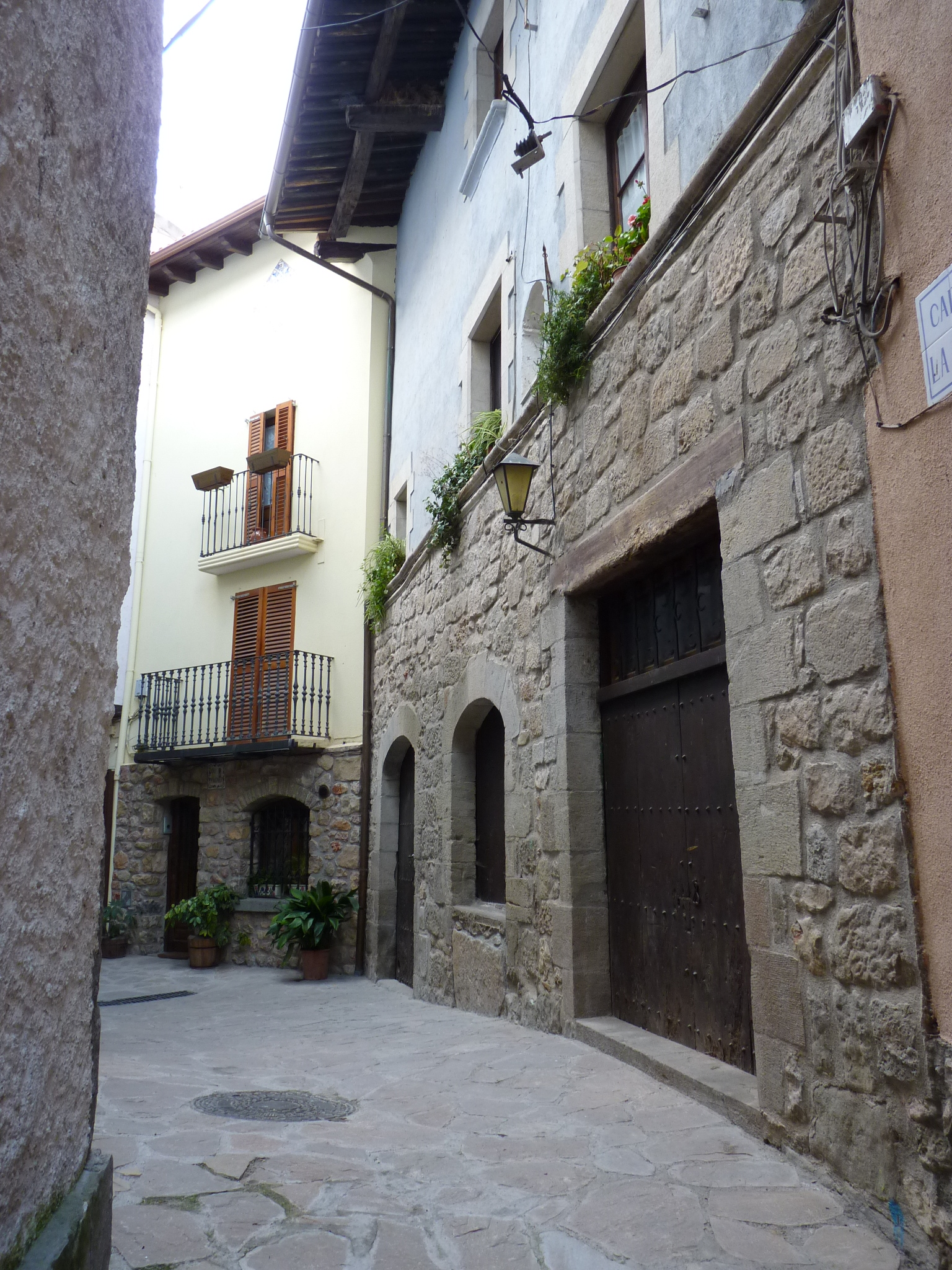
Carrer típic

Posteriorment, a mitjan gener del 1714, durant la Guerra de Successió espanyola en l'onada de repressió desfermada pel duc de Pòpoli, la vila fou cremada.
A mitjan gener del 1714, el regiment borbònic de Guipúscoa, del coronel Carlos de Areizaga, estava bloquejat a Oliana per companyies de miquelets que li havien capturat un comboi d'avituallament. La formació de Carlos de Areizaga va quedar reclosa a la vila durant nou dies i només va poder subsistir gràcies als queviures que tenia la població.
El brigadier borbònic José Vallejo, assabentat de l'estat del regiment de Guipúscoa, va acudir a la vall del Segre per auxiliar-lo. El 24 de gener, el seu destacament va arribar a Oliana i, juntament amb els efectius de Carlos de Areizaga, va abandonar la població obrint-se pas i lluitant contra els miquelets que en tancaven els accessos. En la retirada cap a Solsona, efectuada el 25 de gener, les tropes borbòniques van acudir a Peramola, localitat que s'havia significat en el bloqueig d'Oliana. El brigadier José Vallejo va fer penjar els combatents que resistien al poble i, posteriorment, va incendiar Peramola.

## Política local[6]
| Candidatura | Candidatura                                   | Cap de llista        | Vots | Regidors | % vots |
| ----------- | --------------------------------------------- | -------------------- | ---- | -------- | ------ |
|             | Units pel municipi - Compromís Municipal      | Joan Puig i Bellido  | 158  | 6        | 77,07  |
|             | Compromís x Peramola - Candidatura de Progrés | Antoni Mas i Buchaca | 39   | 1        | 19,02  |
|             | Vot nul                                       |                      | 19   |          | 8,48   |
|             | Vot en blanc                                  |                      | 8    |          | 3,90   |
| Total       | Total                                         | 224                  | 224  | 7        | 85,17  |

| Període     | Alcalde o alcaldessa        | Partit polític | Data de possessió | Observacions |
| ----------- | --------------------------- | -------------- | ----------------- | ------------ |
| 1979–1983   | Modest Bonet i Planes       | UCD            | 20/04/1979        | --           |
| 1983–1987   | Modest Bonet i Planes       | CiU            | 23/05/1983        | --           |
| 1987–1991   | Modest Bonet i Planes       | CiU            | 30/06/1987        | --           |
| 1991–1995   | Modest Bonet i Planes       | CiU            | 15/06/1991        | --           |
| 1995–1999   | Emili Segon i Baró          | CiU            | 17/06/1995        | --           |
| 1999–2003   | Fermín Tordesillas i Casals | PSOE           | 03/07/1999        | --           |
| 2003–2007   | Fermín Tordesillas i Casals | PSC-PM         | 14/06/2003        | --           |
| 2007–2011   | Joan Pallarès i Oliva       | CiU            | 16/06/2007        | --           |
| 2011–2015   | Joan Pallarès i Oliva       | CiU            | 11/06/2011        | --           |
| 2015–2019   | Gemma Orrit i Capdevila     | VP-AM          | 13/06/2015        | --           |
| 2019-2023   | Gemma Orrit i Capdevila     | UPM-AM         | 15/06/2019        | --           |
| Des de 2023 | Joan Puig i Bellido         | UPM-CM         | 17/06/2023        | --           |

## Demografia
| Entitat de població | Habitants (2023) |
| Peramola            | 252              |
| Tragó de Segre      | 58               |
| Nuncarga            | 25               |
| Cortiuda            | 7                |
| Castell-llebre      | 3                |
| Font: Idescat       |                  |

| 1497 f | 1515 f | 1553 f | 1717 | 1787 | 1857 | 1877 | 1887 | 1900 | 1910 |
| ------ | ------ | ------ | ---- | ---- | ---- | ---- | ---- | ---- | ---- |
| 35     | 50     | 44     | 397  | 475  | 942  | 847  | 835  | 713  | 725  |

| 1920 | 1930 | 1940 | 1950 | 1960 | 1970 | 1981 | 1990 | 1992 | 1994 |
| ---- | ---- | ---- | ---- | ---- | ---- | ---- | ---- | ---- | ---- |
| 704  | 688  | 656  | 649  | 573  | 517  | 450  | 399  | 395  | 395  |

| 1996 | 1998 | 2000 | 2002 | 2004 | 2006 | 2008 | 2010 | 2012 | 2014 |
| ---- | ---- | ---- | ---- | ---- | ---- | ---- | ---- | ---- | ---- |
| 375  | 379  | 394  | 385  | 382  | 377  | 374  | 387  | 369  | 349  |

| 2016 | 2018 | 2020 | 2022 | 2024 | 2026 | 2028 | 2030 | 2032 | 2034 |
| ---- | ---- | ---- | ---- | ---- | ---- | ---- | ---- | ---- | ---- |
| 344  | 353  | 347  | 348  | 357  | -    | -    | -    | -    | -    |

## Cultura i societat

### Festes i tradicions
- Carnaval: el dimarts de Carnaval es fa un gran àpat a la plaça de la vila.
- Aplec de Sant Marc a Castell-llebre: se celebra el diumenge més proper a la festivitat del sant (25 d'abril).
- Caramelles a Tragó i Peramola: cantada el diumenge de Pasqua.
- Festa Major de Tragó: el segon cap de setmana d'agost.
- Festa Major de Peramola: el penúltim cap de setmana d'agost.
- Festa Major de Nuncarga: el segon cap de setmana de setembre.
- Festa Major de Sant Miquel: el dia 29 de setembre, a Peramola.
- Nit del Carro: la vigília de Nadal es fa una foguera a la plaça.
- Pessebre vivent: s'hi representa pels carrers de la població durant les festes nadalenques.
- Tradició bastonera: el jovent del poble es reuneixen per ballar al ritme de les cançons del seu repertori amb el nom de "Bastoners de Peramola."